# Mary Elizabeth Bliss
Mary Elizabeth "Betty" Taylor Bliss Dandridge, nacida Mary Elizabeth Taylor (20 de abril de 1824-25 de julio de 1909), fue la más joven de las hijas del presidente Zachary Taylor (1849–1850) y Margaret Mackall Smith Taylor.
En 1848, después de que su padre fuera elegido presidente, Mary Elizabeth se casó con William Wallace Smith Bliss, un oficial del ejército que había servido con su padre. Taylor nombró a William Bliss secretario presidencial. Con 22 años, Mary Elizabeth Bliss sirvió como primera dama durante la presidencia de su padre, cuando su madre declinó sus deberes sociales.

## Educación y primeros años
Betty Taylor era la más joven de las cinco hijas (dos de las cuales murieron poco después de nacer) de Peggy y Zachary Taylor en Louisville, Kentucky, entonces en la frontera. También tenía un hermano menor, el único varón, Dick Taylor. Ella y sus hermanos crecieron alternando su plantación en Louisville y varios fuertes del Ejército de EE. UU., donde su padre, un oficial de carrera, a menudo estaba al mando. Su madre mayoritariamente enseñó a sus niños en casa, a veces con la ayuda de tutores o jóvenes oficiales del ejército. A finales de la década de 1820, la familia se mudó a una plantación cercana a Baton Rouge, donde su padre había adquirido tierras.
A principios de la década de 1830, la familia estaba con Taylor en Fort Crawford mientras libraba las guerras contra Halcón Negro. Más tarde regresaron a Baton Rouge, cuando fue al territorio de Florida durante la segunda guerra seminola y después a Texas.

## Matrimonio y carrera política
El 8 de diciembre de 1848, Betty se casó con William Wallace Smith Bliss, un oficial del ejército que había servido con su padre.
Zachary Taylor fue elegido a la presidencia en 1848, e investido en 1849. Nombró a William Bliss su secretario presidencial.
Cuando la mujer del presidente Taylor declinó su tarea social, Betty Bliss– también conocida como "señorita Betty"- sirvió como Primera dama para su padre durante los eventos oficiales de la Casa Blanca. Ella y su marido estaban entusiasmados con sus funciones en Washington D. C.
En muchos aspectos, era Betty Bliss quien asumió la responsabilidad de la interacción de la familia con el público general. La hija del presidente fue la anfitriona pública de la administración. En el baile inaugural tras la investidura, siguiendo a la esposa del ministro ruso con sus joyas de diamantes y vestido de seda roja, "Miss Betty" apareció con un sencillo vestido blanco con una flor también blanca en su cabello como todo adorno, y su naturalidad se convirtió en marca personal. Presidió todas los eventos públicos en la Casa Blanca como la anfitriona oficial de la administración Taylor. La cara pública del dúo de mujeres Taylor, la apreciada Betty Bliss incluso tuvo una canción de baile popular escrita en su honor.
El 9 de julio de 1850, el mandato de Taylor acabó prematuramente con la muerte de Zachary Taylor. Betty y su marido acompañaron a su madre viuda Peggy Taylor a Pascagoula, Misisipi, donde la señora Taylor vivió con otra hija casada hasta su muerte dos años más tarde. El año siguiente, William Bliss murió de fiebre amarilla contraída en Nueva Orleans. La señora Bliss había quedado viuda a la edad de 29 años.
El 11 de febrero de 1858, Betty se casó otra vez, con Philip Pendleton Dandridge (1817-1881). Murió sin hijos el 25 de julio de 1909, a los 85 años, y fue enterrada en Mount Hebron Cemetery en Winchester (Virginia). Era el último vástago superviviente de Zachary Taylor.